# きらら (文芸誌)
『きらら』（アルファベット表記：Qui! La! La!）は、小学館が発行していた月刊の文芸雑誌。PR誌。
2004年5月20日に創刊された。毎月20日に発売されている。創刊当初から「新文芸」を掲げている。きらら文学賞、「きらら」携帯メール小説大賞、小学館ライトノベル大賞の発表媒体である。本誌に連載された東川篤哉『謎解きはディナーのあとで』は、第8回本屋大賞を受賞している。
2020年10月20日より小学館の文芸サイト『小説丸』上のウェブ媒体『WEBきらら』に移行。その後、2023年8月20日配信の9月号をもって更新終了となった。
出版社が発行するPR誌には他に、『波』（新潮社）、『図書』（岩波書店）、『青春と読書』（集英社）、『本の旅人』（KADOKAWA）、『asta*』（ポプラ社）などがある。